# John Northrop
John Howard Northrop, född 5 juli 1891 i Yonkers, Westchester County, New York, död 27 maj 1987 i Wickenburg, Maricopa County, Arizona, var en amerikansk biokemist.

## Biografi
Northrop var professor i bakteriologi vid Berkeley-universitetet i USA. Inom sin forskning lyckades han renframställa vissa enzym, bl. a. pepsin och trypsin, samt studera deras kemiska kinetik. För detta erhöll han år 1946 en del av Nobelpriset i kemi. Han delade priset med James Sumner, som fick priset för upptäckten att enzymer kan kristalliseras.